# Маље
Маље (итал. Maglie) је насеље у Италији у округу Лече, региону Апулија.
Према процени из 2011. у насељу је живело 14397 становника. Насеље се налази на надморској висини од 82 м.

## Становништво
Према резултатима пописа становништва 2011. у општини је живело 14.819 становника.
| 1936.  | 1951.  | 1961.  | 1971.  | 1981.  | 1991.  | 2001.  | 2011.  |
| ------ | ------ | ------ | ------ | ------ | ------ | ------ | ------ |
| 11.279 | 12.737 | 13.028 | 13.657 | 15.198 | 15.223 | 15.255 | 14.819 |